# 913

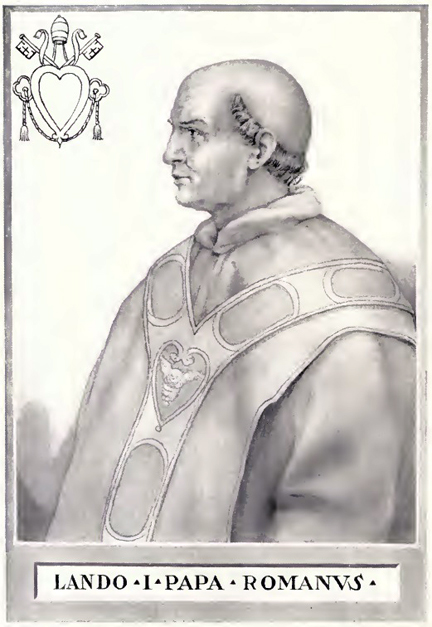
Paus Lando (913 - 914)

Het jaar 913 is het 13e jaar in de 10e eeuw volgens de christelijke jaartelling.

## Gebeurtenissen

### Byzantijnse Rijk
- Zomer - Keizer Alexander III overlijdt na een regeerperiode van slechts 1 jaar. Hij wordt opgevolgd door de 8-jarige Constantijn VII (een zoon van voormalig keizer Leo VI) als heerser van het Byzantijnse Rijk. Er wordt een regentschapsraad aangesteld om de jonge keizer te ondersteunen tijdens zijn bewind en staatszaken.
- Simeon I, heerser (knjaz) van het Bulgaarse Rijk, voert een campagne en rukt met een Bulgaars leger op tot aan de poorten van Constantinopel. Hij belegert de hoofdstad en sluit na onderhandelingen een vredesverdrag. Hierin wordt Simeon erkend met de titel van heerser (tsaar) van de Bulgaren en het Byzantijnse Rijk.

### Europa
- Arnulf I, hertog van Beieren, verslaat de Hongaren vernietigend in een slag nabij de Donau. Hij sluit een vredesverdrag waardoor de Hongaarse invallen in Beieren voor langere tijd gestaakt worden.
- Koning Koenraad I van het Oost-Frankische Rijk moet zijn aanspraken op het hertogdom Lotharingen opgeven. Hij moet de Elzas afstaan, de stad Straatsburg wordt door de West-Franken verwoest.

## Religie
- Zomer - Paus Anastasius III wordt door de Romeinse adel vermoord na een pontificaat van 2 jaar. Hij wordt opgevolgd door Lando als de 121e paus van de Katholieke Kerk.
- Aartsbisschop Radbod van Trier wordt door koning Karel III ("de Eenvoudige") benoemd tot aartskanselier. Hij verwerft hiermee waardevolle schenkingen van de Merovingen.
- De kerk van San Miguel de Escalada bij León (Noord-Spanje) wordt door een groep monniken uit Córdoba gesticht.

## Geboren
- Gerberga van Saksen, echtgenote van Lodewijk IV (waarschijnlijke datum)

## Overleden
- 15 mei - Hatto I, aartsbisschop van Mainz
- Alexander III, keizer van het Byzantijnse Rijk
- Anastasiuis III, paus van de Katholieke Kerk